# Angol huszárság

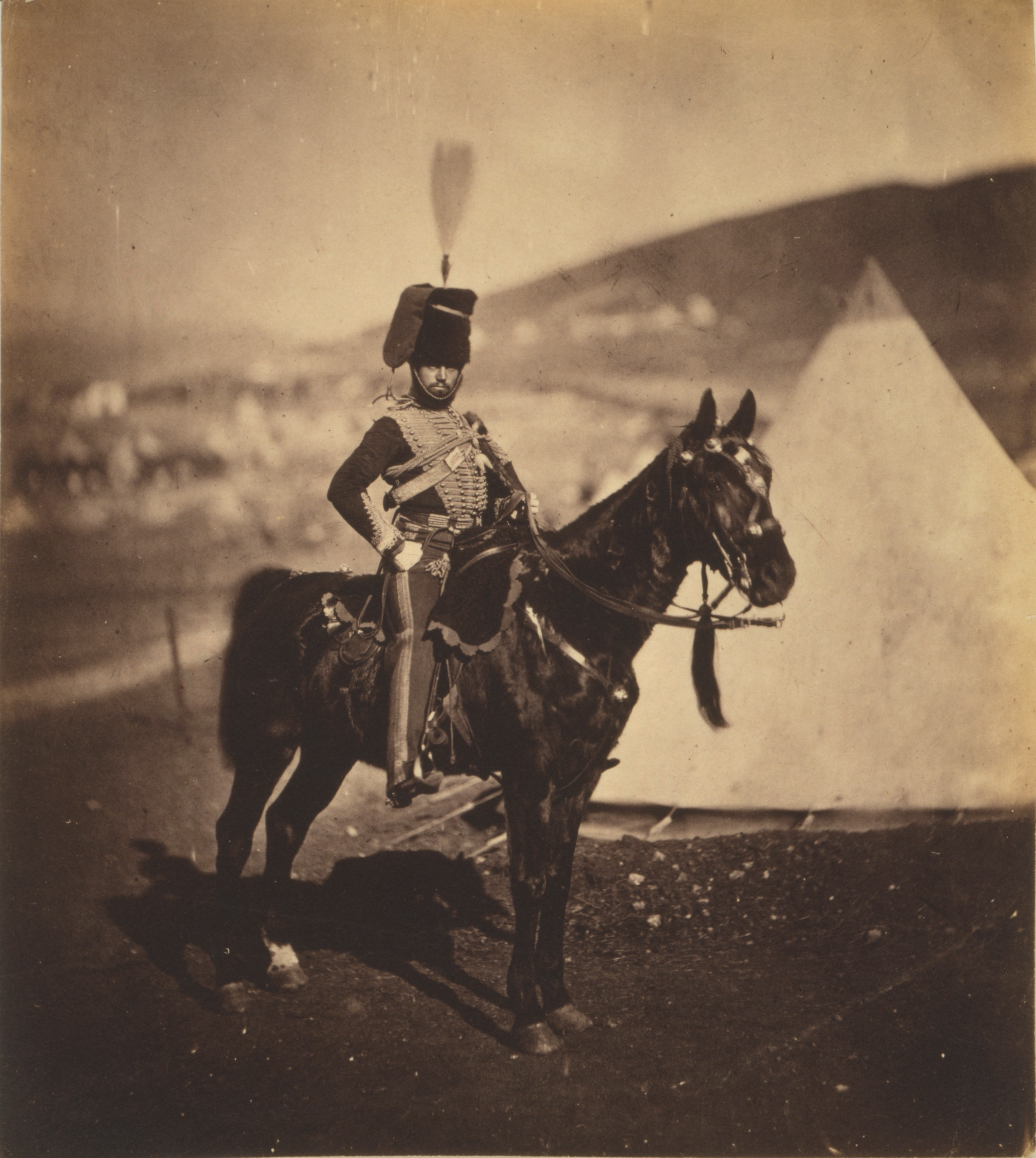
Egy angol huszár (Cornet Henry John Wilkin) a krími háborúból

A 18. század második felében kezdett megalakulni az angol huszárság. Az angol huszárokat sok európai nemzet mintájára főként enyhén görbített szablyával, és lovassági karabéllyal szerelték fel. Az angol huszárság nagy tekintélynek örvendett, mert csak magas rangú angol származású katona lehetett a tagja.

## Története

### Alapítása
Az első ezredet 1758-ban állították föl, porosz mintára. Dragonyosokból válogatták ki a legénységet, kiknek a franciákéhoz sokban hasonlító volt a ruházata. A tisztek és a lovasezredek vezetői kizárólag angolok voltak. Később sem szolgált sok külföldi származású huszár az angol hadseregben. Már az első évben öt ezrede volt Angliának, ahol a huszárnak mindenkor nagy tekintélye volt. Ezt bizonyítja, hogy a trónörökös nagykorúsítása alkalmával valamelyik ezred ezredese lett.

### A brit huszárság és lovasság a krími háborúban
A brit expedíciós haderő lovasságát egy hadosztályba szervezték a háború ideje alatt. A Lovashadosztály egy nehézlovas dandárból és egy Könnyű(lovas) dandárból állt. Cardigan és Lucan a (parancsnokok) sógorok voltak és ki nem állhatták egymást, tipikus viktoriánus katonatisztek voltak, azok minden pozitív és negatív tulajdonságát magukon hordva.
A balaklavai csata során Lucan olyan parancsot intézett az angol lovasságnak, amelyben azt parancsolta, hogy törjenek szemből az oroszok ágyúira. Az angol huszárság hihetetlenül szívós rohama alkalmával több mint 2 kilométert lovagoltak az orosz ágyúkkal szemben, és letarolták az oroszok által az ágyúk fedezetére küldött könnyűlovasokat. A csata hatalmas veszteségekkel (több mint 100 lovas, és 375 ló) ért véget, de az angol lovasság, egyben az angol huszárság megvillogtatta tehetségét.